# Шалимовка (река)
Шалимовка — река на юго-западе Тверской области, левый и самый крупный приток Тагощи (бассейн Западной Двины). Длина реки составляет 10 километров.
Протекает по территории Нелидовского и Бельского районов, несколько раз пересекает их границу, в нижнем течении течёт по границе.
Берёт начало у деревни Ивановка Бельского района. Течёт на северо-запад. Впадает в Тагощу в 12 километрах от её устья. Высота устья — 183,6 метров над уровнем моря.
Протекает по лесной и заболоченной местности. Населённых пунктов на берегу реки нет.